# 阿部正権
阿部 正権（あべ まさのり）は、江戸時代後期の大名。武蔵国忍藩9代藩主、陸奥国白河藩主。忠秋系阿部家9代。

## 略歴
武蔵国忍藩8代藩主・阿部正由の次男として誕生。幼名は銕丸。文化5年（1808年）、3歳の時に父が死去し家督を相続した。正権は病弱であったため、藩政は実母・泰寿院と本家筋の備後国福山藩主・阿部正精が後見した。
文化13年（1816年）4月に、美濃国・伊勢国・尾張国および東海道にある諸河川の修復助役を命じられ、この普請経費を工面するために藩内の村々へ御用金を賦課した。その結果、以前から逼迫していた藩財政が益々悪くなり、藩士や領民の生活までも苦しくなった。文政元年（1818年）には藩内の足軽65人が諸手当の支給、借金返済の延期などを要求して江戸藩邸に強訴する事件が起きている。
文政6年（1823年）3月24日、幕府より忍藩、伊勢国桑名藩、陸奥国白河藩の三方領知替えを命じられ、阿部家は183年にわたって統治した忍より白河に移封されることになった。同年（1823年）10月6日、江戸藩邸にて死去。将軍家への御目見が済まないうちに死去したため、官位はない。なお、家督は従兄である正篤（松平頼興の子）が相続した。

## 系譜
父母
- 阿部正由（父）
- 泰寿院 ー 側室（母）

養子
- 阿部正篤 ー 松平頼興の子